# Керо (ван Пекче)
Керо (кор. 개로왕, 근개루왕, 蓋鹵王, 近蓋婁王, Gaero-wang, Geungaeru-wang, Kaero-wang, Kŭn'gaeru-wang; пом. 475) — корейський ван, двадцять перший правитель держави Пекче періоду Трьох держав.

## Правління
Був старшим сином вана Пію. Зійшов на трон після смерті батька 454 року.
Керо спробував зміцнити царську владу над аристократією, вибравши чиновників зі свого рідного клану Єо та за рахунок могутніх родів Хе і Цзінь.
469 року ван несподівано вторгся до сусідньої Когурьо й захопив місто Чеонгмонгньон (청목령, 靑木嶺, поблизу сучасного Кесона). 472 року Керо відрядив послів із даниною до Північної Вей, щоб отримати підтримку у війні проти Когурьо. Проте Північна Вей намагалась уникнути війни з Когурьо, що мала на той час значну військову міць. Тим більше Північна Вей перебувала в конфлікті з південними династіями.
Відповідно до «Самгук Сагі», на початку 470-их років, ван Когурьо Чансухо відрядив шпигуна — буддійського монаха на ім'я Дорім. Той скористався пристрастю Керо до гри у бадук, щоб здобути його довіру. Згодом шпигун переконав короля знехтувати обороною країни на користь суспільних робіт.
475 року Чансу з 30-тисячною армією здійснив напад на Пекче. За сім днів він захопив долину річки Хан, включаючи столицю держави. Керо втік до гірської фортеці Ача. Сілла, що була союзником Пекче, відрядила 10-тисячну армію, але вона прибула надто пізно. Керо стратили представники аристократів.
Трон успадковував його син Мунджу, коротке правління якого було ознаменовано політичним хаосом і роздробленістю країни.